# مشاريع النقل الموحدة الألمانية

مشاريع Verkehrsprojekte Deutsche Einheit (VDE)(خريطة عامة)

شعار Verkehrsprojekte Deutsche Einheit (VDE)

مشاريع النقل الموحدة الألمانية Verkehrsprojekte Deutsche Einheit (VDE) هي مشاريع بناء واسعة النطاق لخطوط النقل بين ألمانيا الشرقية والغربية نتيجة للوحدة الألمانية. كان من المتوقع أن يكون لذلك تأثير إيجابي على التخطيط والبنية التحتية الإقليمية في الولايات الفيدرالية الجديدة وعبر الحدود الألمانية الداخلية السابقة (انظر أيضًا المنطقة الحدودية).